# Nomada tepoztlan
Nomada tepoztlan là một loài Hymenoptera trong họ Apidae. Loài này được Moalif mô tả khoa học năm 1988.